# Nueve lunas
Nueve lunas es una serie de televisión argentina emitida por Canal 13 entre 1994 y 1995. Dirigida por Fernando Bassi y Héctor Olivera, y protagonizada por Oscar Martínez y Cecilia Roth

## Elenco
- Oscar Martínez
- Cecilia Roth
- Ignacio Da Prá
- Lidia Catalano
- Maurice Jouvet
- Gigí Ruá
- Héctor Bidonde
- Carola Reyna
- Boy Olmi
- Martín Gianola
- Arturo Bonín
- Hugo Arana
- Pompeyo Audivert
- Marita Ballesteros
- Cristina Banegas
- Andrea Barbieri
- Valentina Bassi
- Brian Caruso
- Ivo Cutzarida
- Julieta Díaz
- Vita Escardó
- Adriana Ferrer
- Ana Franchini
- Mónica Galán
- Jorge García Marino
- Harry Havilio
- Lydia Lamaison
- Ernesto Larrese
- Héctor Malamud
- Jorge Marrale
- David Masajnik
- Cecilia Milone
- Jean Pierre Noher
- Pablo Novak
- Victoria Onetto
- Juan Palomino
- Ingrid Pelicori
- Andrea Politti
- Diego Reinhold
- Erica Rivas
- Carlos Santamaría
- Humberto Serrano
- Roly Serrano
- Soledad Villamil
- Adrián Yospe
- Adrián Suar
- Laura Novoa
- Magela Zanotta
- Beatriz Spelzini
- Hernán Jiménez
- Eduardo Manuel Arrecegor